# Riccarton
Riccarton est une banlieue de la ville de Christchurch, située dans l’île du Sud de la Nouvelle-Zélande.

## Situation
Elle est située à l’ouest du centre-ville de Christchurch Central City (en), séparée de celle-ci par Hagley Park (en). La banlieue de Upper Riccarton est à l’ouest de Riccarton.
‘Vicki Buck’ est le councillor pour représenter Riccarton au sein du Conseil de la cité de Christchurch.

## Toponymie
Les frères Deans, John (en) et William, dénommèrent la banlieue d’après la paroisse de Ayrshire (en), en Écosse, dans laquelle ils étaient nés.
Ils furent aussi responsables du nom donné à la rivière Avon d’après la rivière Avon du même nom (en) située dans le Lanarkshire, en Écosse.

## Histoire
Le 12 avril 1840, le bateau « Sarah and Elizabeth débarqua ‘Herriot’, ‘McGillivray’, ‘Ellis’, ‘Shaw’ (et sa femme) et ‘McKinnon’ (avec sa femme et ses enfants), qui installèrent une ferme au niveau de ‘Riccarton‘. Ce furent les premiers colons européens de la plaine ». En janvier 1841, ils abandonnèrent leur tentative d’installation agricole dans le secteur.
Riccarton House (en) était constitué par les dépendances de la ferme installée par Jane Deans (en) aux environs de 1855. Les frères Deans, avec les Gebbies et les Mansons, firent partie du second groupe des colons européens à s’installer à Christchurch sur le même site que le premier groupe de 1843 . Une réplique de leur cottage en terre original est situé sur le terrain. La maison de Riccarton est maintenant un restaurant et un centre de fonction et d’organisation de visites régulières.
- Antonio Hall (en) est située sur Riccarton Road. C’est une grande propriété avec 279 pièces et qui fut décrite comme « une des plus belles demeures de Christchurch et de ses environs », que l’on a été laissé ‘tomber en décadence’ malgré un classement en catégorie II sur la liste des Heritage New Zealand[6].

## Bush de Riccarton
À côté de la maison de « Riccarton House » se trouve « Riccarton Bush », une caractéristique essentielle du paysage local, aussi connu sous le nom de « Deans Bush » (maori de Nouvelle-Zélande : Putaringamotu).
Le nom Māori Pūtaringamotu signifie soit « la place d’un écho » soit « l’oreille coupée » (the severed ear). Ce dernier terme est une expression métaphorique faisant référence au fait que le bush est isolé du reste de la banlieue.
Au moment de l'installation des Deans, c'était l’un des rares restes de la forêt originale, qui couvrait la plaine de Canterbury, ayant échappé à un énorme incendie qui avait balayé la province durant la période des chasseurs de moa.
Les autres restes situés à Papanui (en), furent abattus en 1850. Ceux de Kaiapoi et Rangiora ont également aujourd'hui disparu depuis longtemps.
Ce bush est dominé par la présence d'arbres de type kahikatea. Une clôture contre les prédateurs (perimeter fence (en)) a maintenant été érigée avec l’espoir de pouvoir réintroduire les kiwis dans la réserve.
En 1848, les frères écossais John et William Deans signèrent un accord avec la Compagnie de Nouvelle-Zélande pour protéger ce qui était à l’origine environ 22 hectares de forêt de ‘kahikatea’ au niveau de ‘ Pūtaringamotu’.
En 1914, les 6,4 hectares qui restaient du ‘Bush des Deans’ furent formellement protégés, comme une pointe de lance par des citoyens influents de Christchurch dont Harry Ell (en) et le botaniste Dr Leonard Cockayne.
‘Riccarton Bush’ a joué un rôle important dans l’histoire de la Nouvelle-Zélande.
En entomologie, un grand nombre d’insectes natifs furent répertoriés et dénommés à partir des observations réalisées dans ‘Riccarton Bush’.
Un des premiers élément recueilli fut, en 1859, un papillon nocturne Pterophorus monospilalis qui est maintenant dans la collection ‘Fereday’ détenue par le Museum de Canterbury.
Trente-neuf familles de Lepidoptera furent trouvés en Nouvelle-Zélande ; 27 de ceux-là ont été trouvés dans le bush de Riccarton.
La liste des papillons nocturnes de Riccarton Bush (en) représente la majorité de ces familles.
Le bag moth appelé Mallobathra metrosema serait une espèce endémique de Riccarton Bush.

## Hôtel du champ de course de Riccarton Racecourse
L’hôtel de ‘Riccarton Racecourse Hotel’ est considéré comme étant l’un des endroits les plus hantés de la Nouvelle-Zélande.
Il est dit que le fantôme de l’ancien tenant de la licence, Donald Fraser, se promène dans les corridors de l’hôtel à la recherche de son assassin.
En 1933, Fraser fut assassiné une nuit dans sa chambre, dans laquelle sa femme était en train de dormir, par deux tirs provenant d’un pistolet à double barillet.
Malgré les investigations, personne ne fut jugé coupage du crime.

## Gouvernance
Jusqu’à la fusion des gouvernements locaux en 1989, la ville de Riccarton était un borough indépendant.
Actuellement, Riccarton est représenté par le conseil de la ‘communauté de Riccarton-Wigram’.

## Économie et population

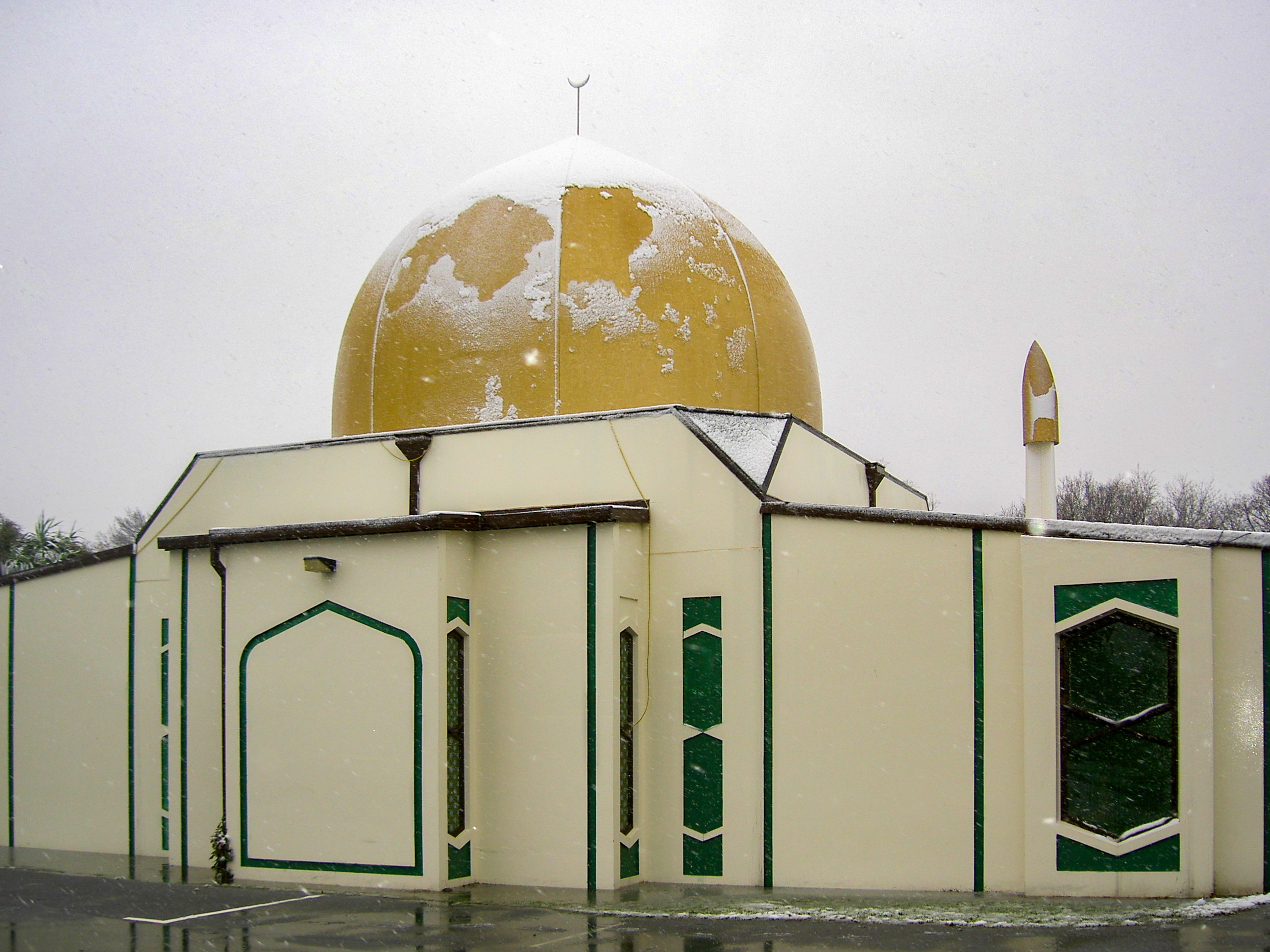
Mosquée de Canterbury au niveau de Riccarton en Nouvelle-Zélande, en juin 2006

Du fait de sa proximité avec l’Université de Canterbury et de ses loyers relativement bas, Riccarton abrite de nombreux étudiants de Christchurch.
‘Riccarton Road’ et ‘Blenheim Road’ sont des zones de commerce de détail actives. ‘Riccarton Road’ est une des principales zones de motels du secteur.
Durant les années 1984-85, la première mosquée de l’île du Sud, fut construite dans Riccarton. Elle est nommée la mosquée Masjid An-Nur ou Mosquée de la lumière. Ce fut la mosquée la plus au sud du monde jusqu’en 1999[citation nécessaire].
La banlieue est le lieu de domicile d'un grand nombre des 2 000 résidents musulmans de Christchurch[réf. nécessaire].